# Uperodon obscurus
Uperodon obscurus es una especie de anfibio anuro de la familia Microhylidae. Esta rana es endémica del centro de Sri Lanka, en altitudes entre los 460 y los 1220 metros. Habita sobre todo en bosques de montaña, aunque también puede encontrarse en jardines y otras zonas alteradas.
Es una especie tanto arbórea como terrestre. Ponen sus huevos en pequeñas charcas de agua estancada en el suelo y en agujeros llenos de agua en los árboles. Se encuentra casi en peligro de extinción debido a la pérdida y degradación de su hábitat natural en su reducida área de distribución y al cambio climático.